# Liste der Monuments historiques in Moustoir-Ac
Die Liste der Monuments historiques in Moustoir-Ac führt die Monuments historiques in der französischen Gemeinde Moustoir-Ac auf.

## Liste der Bauwerke
| Bezeichnung           | Beschreibung | Standort                 | Kennzeichnung | Schutzstatus | Datum | Bild |
| --------------------- | ------------ | ------------------------ | ------------- | ------------ | ----- | ---- |
| Friedhofskreuz        |              | Place Saint-Barbe (Lage) | PA00091455    | Inscrit      | 1935  |      |
| Dolmen von Kermorvant |              | Le Château (Lage)        | PA00091456    | Classé       | 1965  |      |
| Kirche Ste-Barbe      |              | Place Saint-Barbe (Lage) | PA00091457    | Inscrit      | 1925  |      |
| Menhir von Kerara     |              | (Lage)                   | PA00091458    | Classé       | 1965  |      |
| Menhir von Kermarquer |              | Kermarquer (Lage)        | PA00091459    | Classé       | 1924  |      |